# 佐久間信邦
佐久間 信邦（さくま のぶくに）は、江戸時代後期の旗本。間部詮方の四男。初めは方教（みちのり）を名乗る。
佐久間信喜の娘を娶り婿養子となった。
寛政元年（1789年）12月6日、養父・佐久間信喜から家督（1300石）を相続。寛政5年（1793年）4月22日、家督を子の信義に譲り、隠居。
寛政7年（1795年）12月6日、死去。享年49。